# Królestwo Kastylii
Królestwo Kastylii (łac. Regnum Castellae, hiszp. Reino de Castilla) – było jednym ze średniowiecznych królestw położonych na Półwyspie Iberyjskim. Jako autonomiczny byt polityczny wyłoniło się w IX wieku w postaci hrabstwa, zależnego od Królestwa Leónu. Przypuszcza się, że nazwa Kastylia pochodzi od licznych zamków budowanych w tym rejonie.
Pierwszym władcą Kastylii z tytułem królewskim był Ferdynand I Wielki. W 1035 r. odziedziczył on hrabstwo po swym ojcu Sancho Wielkim z Nawarry, a w 1037 r., po podboju Leónu, przybrał tytuł króla Kastylii i Leonu. Unia obu królestw trwała do 1157 roku; ponownie – i ostatecznie – Kastylia i León połączone zostały w 1230 roku w Królestwo Kastylii-Leónu przez Ferdynanda III.